# Antinea Airlines
Un Boeing 737-200 (7T-VVA) d'Antinea Airlines
Antinea Airlines (Code AITA : HO ; code OACI : DJA), était une compagnie aérienne algérienne de transport de passagers et de fret basée à l'aéroport d'Alger - Houari-Boumédiène. Fondée en juin 1999, Antinea Airlines fusionne avec Khalifa Airways en 2001 et cesse ses activités en 2003.

## Historique
Antinéa Airlines était la propriété de l'homme d'affaires Arezki Idjerouidene, avant qu'il ne la cède en 2001 à Rafik Khalifa pour un montant de 220 millions de dinars. Idjerouidene détenait 51% des actions et les 49% autres appartenaient à la société française GoFast.